# Saint-Cyr-en-Val
Saint-Cyr-en-Val ist eine französische Gemeinde mit 3.430 Einwohnern (Stand 1. Januar 2022) im Département Loiret in der Region Centre-Val de Loire.

## Geografie
Die Gemeinde liegt ungefähr 10 Kilometer südöstlich von Orléans, an der Grenze von zwei verschiedenen Naturlandschaften, dem Tal der Loire, zu dem der nördliche Teil der Gemeinde gehört, und der Sologne im Süden. Das Gemeindegebiet wird vom Fluss Dhuy durchquert.

## Geschichte
Saint-Cyr-en-Val ist schon seit mehreren Jahrtausenden besiedelt. Im Mittelalter hat sich das Dorf um das Schloss La Mothe (das später umgebaut wurde) entwickelt. Jeanne d’Arc hat sich hier am 29. April 1429 aufgehalten, kurz bevor sie die Stadt Orléans von den Engländern befreite.
Die Gemeinde hat im Jahr 1959 eine Fläche von mehreren Quadratkilometern an die Gemeinde Orléans verkauft. Auf der verkauften Fläche entstand in den 1960er Jahren der Stadtteil „La Source“ und der Campus der Universität Orléans, sowie die Parkanlage "Parc Floral", wo die Quelle des Flusses Loiret zu sehen ist.

## Bevölkerungsentwicklung
| Jahr                       | 1962 | 1968 | 1975 | 1982 | 1990 | 1999 | 2007 | 2018 |
| Einwohner                  | 928  | 1142 | 1555 | 2373 | 2883 | 3251 | 3173 | 3302 |
| Quellen: Cassini und INSEE |      |      |      |      |      |      |      |      |

## Partnergemeinde
Die Gemeinde hat in den 1990er Jahren mit dem Stadtteil Bliesen der Stadt St. Wendel im Saarland eine Partnerschaft gegründet.

## Verkehr
Die Avenue de la Paris, die Départementstraße 2020, führt durch den Ort von Orléans kommend nach Vierzon. Der Bahnhof von Saint-Cyr-en-Val liegt an der Bahnstrecke von Orléans nach Montauban.